# Wiener Boden
Wiener Boden ist eine feine Backware aus einer Wiener Masse. Sie ist ähnlich der Biskuitmasse, der flüssiges Fett untergezogen wird. Wiener Masse wird auch als „leichte Sandmasse“ bezeichnet.
Für die Herstellung einer Wiener Masse schlägt man aus Eiern, Zucker, Salz und Aromen über einem Wasserbad eine Grundmasse auf, die danach unter ständigem Rühren abgekühlt wird. Unter diese hebt man nun Weizenmehl und Stärkepulver. Im Gegensatz zur Biskuitmasse wird dann flüssiges Fett wie zerlassene Butter oder erwärmtes Pflanzenöl hinzugegeben. Durch den Fettanteil sind die Wiener Massen feinporiger und saftiger als Biskuitmassen und bleiben länger frisch. Damit die eingeschlagene Luft nicht entweichen kann, müssen Wiener Massen sofort gebacken werden. Man bäckt sie in einer Springform und verwendet den fertigen Tortenboden für Schichttorten wie beispielsweise Buttercreme-, Sahne- und Obsttorten.
Nach den Leitsätzen für Feine Backwaren des Deutschen Bundesministeriums für Ernährung enthält Wiener Masse pro 100 kg Getreideerzeugnisse (z. B. Mehl oder Stärke) mindestens 66,7 kg Vollei und 6 kg Butter. Vollei und Butter können durch jeweils gleichwertige Mengen anderer, in den Leitsätzen zugelassener Ei- und Fettprodukte ersetzt werden.